# Середа, Андрей Васильевич
Андре́й Васи́льевич Середа́ (4 декабря 1961, Челябинск — 15 августа 2016, там же) — российский поэт, писатель, драматург.

## Биография
Родился в семье офицера Красной Армии, ветерана Великой Отечественной войны. В 1984 окончил с отличием филологический факультет Челябинского государственного педагогического института, в 1987 — курс английского языка в МГУ им. М. В. Ломоносова.

### Семья
- отец — Василий Захарович (1922—2016) — офицер, танкист. После войны работал инженером на Челябинском радиозаводе «Полет».
- мать — Нина Ивановна (1926—2018) — заведующая отделом ЗАГС Кировского (Советского) района г. Челябинска.
- брат — Александр (1949—1994).

Похоронен на Преображенском кладбище г. Челябинска.

## Творчество
Работал в различных видах литературы: поэзии, прозе, драматургии. В 1997 челябинское издательство «Лада» выпустило поэтический буклет «Я сочинил тебя…». Андреем Середой написано более 30 песен в соавторстве с композиторами Еленой Попляновой, Владимиром Бруссом, Сергеем Круподёровым, часть из них опубликована в сборниках «Давай сыграем сказку» (1999) и «Чики-брики-гав» (2001). Его стихи включены в коллективные сборники «Соцветие „Лилия“» (1995), «Челябинские акварели» (1996), «100 стихотворений» (2000), «От Невы до Урала» (2001), «От Урала до Невы» (2001), «Антология „Лилии“» (2002), «Область вдохновения» (2003) и др. Публиковался в альманахе «Единая семья», посвящённом 100-летию С. Есенина; журналах «Голос», «Аврора», «Тропинка», «Автограф» и др. Песни и драматические монологи Андрея Середы явились основой для постановки спектакля «Из тени в свет перелетая» (1999) в Челябинском Новом художественном театре, где главную роль сыграла Л. Н. Корнилова.
В 2003 в свет вышла его первая авторская книга «Из тени в свет», в 2007 детская книга «Приключения Тимоши», в 2008 в серии «Дневники горожан» в 8-м томе вышел «Дневник странника», в 2011 сборник прозаических и поэтических произведений «Беседка», а в 2012 в серии «Семейный вечер» новое произведение для детей — «Правило Льва». Андрей Середа был активным участником общественного движения «Лилия», руководителем литературно-музыкальной студии «Созвучие» и литературного клуба «Подснежник».

## Произведения

#### Проза
- Рыжий ветер
- Визит дамы
- Виноградный сок с мякотью
- Заветные слова
- Белый и чёрный
- Утомленное солнце
- До рассвета ещё далеко
- Королева солнечных веснушек
- Дневник странника
- Колечко
- «Косуля»
- Комаровы
- Про Машу и Никиту
- Седьмая бабочка
- Встречи
- Правило Льва
- Стритер
- Танцующая

#### Сказки
- Волшебники
- Приключения Тимоши
- Тишка и Гришка

#### Пьесы
- Из тени в свет перелетая
- Хранитель рояля
- Секрет Ниф-Нифа